# Csönge
Csönge è un comune dell'Ungheria di 413 abitanti (dati 2001). È situato nella contea di Vas.